# Далекосхідний край
Далекосхідний край  (рос. Дальневосточный край) — утворений 4 січня 1926 край на сході РРФСР рішенням Всеросійського центрального виконавчого комітету (ВЦВК) на місці скасованої Далекосхідної області. Замість існуючих п'яти губерній — Амурської, Забайкальської, Камчатської, Приморської (що містила Північний Сахалін) — були створені Владивостоцька, Хабаровська, Читинська, Зейсько-Алданська, Амурська, Миколаївська, Стрітенська, Камчатська і Сахалінська округи, розділені на 75 районів. Адміністративним центром було місто Хабаровськ. 20 жовтня 1938 року Далекосхідний край було розділено на Хабаровський і Приморський краї.
Був найбільшою після Якутської АРСР і Казахстану адміністративно-територіальною одиницею СРСР, його територія займала 12 %. Площа 2 602 600 км². Населення за переписом 1926 — 1 881 400, з перепису на 1 січня 1929 — 2099700 жителів.

## Географія
З півночі ДСК обмивався Північним Льодовитим океаном і його Східносибірським і Чукотським морями, зі сходу — Тихим океаном і його Беринговим, Охотським і Японським морями. На суші він межував: з територіями СРСР — Якутської АРСР та Східносибірським краєм (з 1930 року) на заході, з володіннями Японії Кореєю і Південним Сахаліном (Карафуто) на півдні, і з територією Аляска (США) через морський кордон у Беринговій протоці на північному сході. До складу краю входили найбільший Камчатський і значно менший Чукотський півострів. Територія ДСК включала також ряд великих островів, у тому числі острів Врангеля, північну частину острова Сахалін, а також два великих архіпелаги — Командорські і Шантарські острови.
Далекосхідний край мав протяжність в 28° з півдня на північ (від 42° до 70 ° п. ш.) до 72° і на 83° із заходу на схід (від 108° сх. д. до 169° зх. д.). Географічно край обмежувався узбережжям Тихого і Північного Льодовитого океанів з одного боку і вододілами впадаючих у них річок з іншого боку. Географічна єдність ДСК забезпечувалося його приморським становищем і вся основна територія краю була тісно пов'язана, насамперед, з Тихим океаном. Масштаби ДСК були такі, що із заходу на схід відбувався перехід від континентального ландшафту сухих степів Забайкалля до острівних ландшафтів Сахаліну, Камчатки і Командор, а з півночі на південь послідовно змінювалися льоди острова Врангеля, тундра, тайга і південні ландшафти Примор'я. Тваринний світ ДСК також був дуже різноманітний — в ньому були представлені морж і тюлені і північні олені, лосі, верблюди, уссурійські тигри і леопарди, лісові коти, річкові черепахи і морські кити тощо.

## Зміни в територіальному поділі

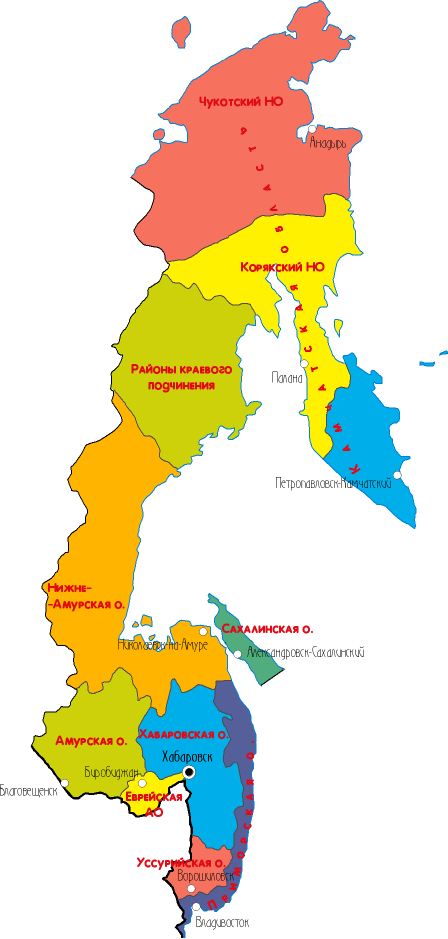
Мапа Далекосхідного краю на 1938 рік

- 30 липня 1930 Читинський і Стрітенський округи ДСК були передані до складу новоствореного Східносибірського краю[3].
- 20 серпня 1930 постановою Президії ВЦВК у складі Далекосхідного краю утворено Біро-Біджанський район з центром в селищі Тихенька (з 1931 року — робітниче селище Біробіджан, з 1937 року — місто Біробіджан). У нього повністю увійшли Катерино-Микольський і Михайло-Семенівський райони, а також частково селища Хінгано-Архаринського і Некрасовського районів.
- 10 грудня 1930 були створені Коряцький, Охотсько-Евенський і Чукотський національний округи. До складу ДСК були передані весь басейн річки Колима, частина басейну річки Індигірки і басейн річки Алазеї.
- 20 травня 1931 басейн річки Алазея, північна частина басейну річки Колима і частина басейну річки Індигірка виведені зі складу ДСК та передані Якутській АРСР
- 30 травня 1931 Президія ВЦВК спецпостановленням доручив ЦВК Якутській АРСР та Далькрайвиконкому вивчити можливість створення Національного Евенкського Алданського промислового округу на території Учур-Зейського і Джелтулацького районів ДСК і Томмотського, Тімітонського і Незаметнінського районів Якутії. Округу створено не було[4].
- 10 жовтня 1931 було скасовано Амуро-Зейський район. Територія розподілена таким чином[5].
  - а) сільради: Актайська, Олексіївська, Аносовська, Богдановська, Буссенська, Кольцовська, Корсаковська, Кумарівська, Байкинська, Ново-Воскресенська, Ново-Іннокентьевська, Ново-Кумарівська, Саскальська, Симоновська, Симоновсько-Лужецька, Сталінська, Сичевська, Черемушинська і Юргинська з усіма що входять до їх складу населеними пунктами віднести до Свободненського району;
  - б) територію що залишилася від ліквідованого Амуро-Зейського району підпорядкувати Благовєщенській міськраді в порядку постанови Президії ВЦВК від 30 жовтня 1930 (СУ, 1930, N 41, ст. 493).
- 20 жовтня 1932 рішенням ВЦВК і Ради народних комісарів РРФСР у ДСК було введено новий територіальний поділ і районування. Було утворено Амурська (адміністративний центр — місто Благовєщенськ), Приморська (адміністративний центр — місто Владивосток), Сахалінська (адміністративний центр — місто Александрівськ) і Камчатська області (адміністративний центр — місто Петропавловськ-Камчатський) і Нижньо-Амурський округ (адміністративний центр — місто Нижньо-Амурськ). В окремий район було виділено місто Хабаровськ, було створено окремий Нижньо-Тамбовський район.
- 7 травня 1934 Президія ВЦВК ухвалла перетворити Біро-Біджанський район в автономну Єврейську національну область, адміністративний центр — робітниче селище Біробіджан). В автономії утворюється 5 районів: Біробіджанський (селище і район), Бірський (на початок ХХІ сторіччя Облученський), Блюхеровський (на початок ХХІ сторіччя Ленінський), Сталінський (на початок ХХІ сторіччя Октябрський) і Смідовічський. Остаточне оформлення ЄАО як державної адміністративної одиниці, створення її керівної ланки відбулося 18 грудня 1934 на 1-му обласному з'їзді Рад.
- 22 липня 1934 Постановою Президії ВЦВК були додатково утворені Уссурійська область (зі складу Приморської області, адміністративний центр — місто Никольськ-Уссурійськ (Ворошилов)), Зейська область (зі складу Амурської області, адміністративний центр — місто Рухлове), Хабаровська область (адміністративний центр — місто Хабаровськ) і Нижньоамурська область (адміністративний центр — місто Нижньо-Амурськ).
- 20 вересня 1934 Постановою ВЦВК були ліквідовані у складі Нижньоамурської області Нижньо-Амурський і Охотсько-Евенкський округи. 6 районів що входили до складу передані в пряме підпорядкування області.
- 26 вересня 1937 Зейська область увійшла до складу Читинської області.
- 20 жовтня 1938 Далекосхідний край було розділено на Хабаровський і Приморський. Хабаровський край складався з Хабаровської, Амурської, Нижньоамурської, Сахалінської, Камчатської (з Коряцьким і Чукотським національними округами) областей, Єврейської АО і трьох північних районів, безпосередньо підпорядкованих крайвиконкому. До складу Приморського краю, з центром у Владивостоці, увійшли Приморська і Уссурійська області[6].